# Settimo Torinese
Settimo Torinese (piemontesiska: Ël Seto) är en stad och kommun i storstadsregionen Turin, innan 2015 provinsen Turin, i regionen Piemonte, Italien. Kommunen hade 47 220 invånare (2017).
Ortsnamnet har sitt ursprung i det italienska ordet för "sjunde", då Settimo ligger sju romerska mil från huvudorten. I staden finns ett stort antal bostadshus, byggda av Fiat för att hysa immigrerande fabriksarbetare. Bland sevärdheterna i Settimo finns Settimotornet, som är de sista resterna av ett medeltida slott, vilket i stor skala förstördes under 1500-talet.

## Vänorter
- Valls, Spanien
- Chaville, Frankrike
- Yanzhou, Kina
- Montalto Dora, Italien
- Cavarzere, Italien
- Montesilvano, Italien
- Ischitella, Italien
- Rionero in Vulture, Italien